# دوار أولاد بنوطة (سوق الجمعة)
دوار أولاد بنوطة هو دُوَّار يقع بجماعة اغوازي، إقليم تاونات، جهة فاس مكناس في المملكة المغربية. ينتمي الدوّار لمشيخة سوق الجمعة التي تضم 26 دوار. يقدر عدد سكانه بـ 351 نسمة حسب الإحصاء الرسمي للسكان والسكنى لسنة 2004.

## روابط خارجية
- البوابة الوطنية للجماعات الترابية نسخة محفوظة 12 مارس 2018 على موقع واي باك مشين.
- المندوبية السامية للتخطيط